# Proleptus rajae
Proleptus rajae is een rondwormensoort uit de familie van de Physalopteridae. De wetenschappelijke naam van de soort is voor het eerst geldig gepubliceerd in 1851 door Diesing.